# Dacus luteovittatus
Dacus luteovittatus är en tvåvingeart som beskrevs av White och Goodger 2009. Dacus luteovittatus ingår i släktet Dacus och familjen borrflugor.
Artens utbredningsområde är Kamerun. Inga underarter finns listade i Catalogue of Life.